# اورتگا (تولیما)
اورتگا (تولیما) (به اسپانیایی: Ortega, Tolima) یک سکونتگاه مسکونی در کلمبیا است که در بخش تولیما واقع شده‌است.

## خصوصیات
اورتگا ۹۴۵٫۹۳ کیلومترمربع مساحت و ۳۳٬۸۷۳ نفر جمعیت دارد و ۴۰۲ متر بالاتر از سطح دریا واقع شده‌است.